# 細川馨
細川 馨 （ほそかわ かおる、1957年10月15日 - ）は、日本の実業家、経営コンサルタント。ビジネスコーチ株式会社代表取締役社長。世界ビジネスコーチ協会資格検定委員、BCS認定プロフェッショナルビジネスコーチ。男性。北海道生まれ。

## 来歴
函館市出身。北海道函館北高等学校、1980年に駒澤大学経営学部卒業。セゾン生命保険（現：AIGエジソン生命）入社。1986年、営業所長。1994年、営業部次長。1998年、銀座支社長。2001年、営業推進部長 兼 支社開発室長。2002年9月末、セゾン生命を退職（同社が4月にエジソン生命に吸収合併されたのを機に）。プロコーチとして独立。2005年にビジネスコーチを設立し代表取締役に就任。
エグゼクティブコーチングの第一人者マーシャル・ゴールドスミス博士と親交が深い。
CFP認定者。世界ビジネスコーチ協会資格検定委員会委員、早稲田大学ビジネス情報アカデミー講師を歴任。

## 著書
- 『生保最強営業マンの実践コーチング塾』日経BP社　2004
- 『デキる！「大人の男」の作法＆仕事術』西東社　2008.4
- 『「右腕」を育てる実践コーチング』日本経済新聞出版社　2008
- 『強いチームの報・連・相』中経出版　2008
- 『6ヵ月で会社の業績を上げる！社長のドリル』日経BP社　2008
- 『上司は社員と飯を食え - 組織が変わるリーダー術』日経BP社　2009[11]<
- 『35歳からのビジネス&マナー事典―デキる!「大人の男」の作法&仕事術』西東社　2010
- 『リーダーが実行する新ホウレンソウの本』中経出版（出版社: KADOKAWA）2012[12]
- 『世界基準- グローバル・スタンダード - 8つの動き』久野正人と共著　ぜんにちパブリッシング　2012
- 『あなたの成果が爆発的に飛躍する できる仲間の集め方』日経BP社　2016.11